# Máximo Cortés
Máximo Cortés Chávarri (Móstoles, Madrid, España; 13 de abril de 1988) es un expiloto de automovilismo español. Actualmente es el director de la empresa Driveland Events, co-organizadora de la Copas Renault nacionales desde 2020.

## Trayectoria

### Karting
Maxi se inicia en el karting en el campeonato madrileño de 1998, al año siguiente lo gana en la categoría cadete, hito que también logra ese mismo año en el campeonato castellano-manchego. En el 2000 revalida ambos títulos y tanto en el 2001 como en 2002 es tercero en el campeonato de España Cadete.
En 2002 pasó a la categoría ICA Junior y ganó la Copa Federación Internacional. En 2003 logra la tercera posición el campeonato de España Junior.

### Monoplazas

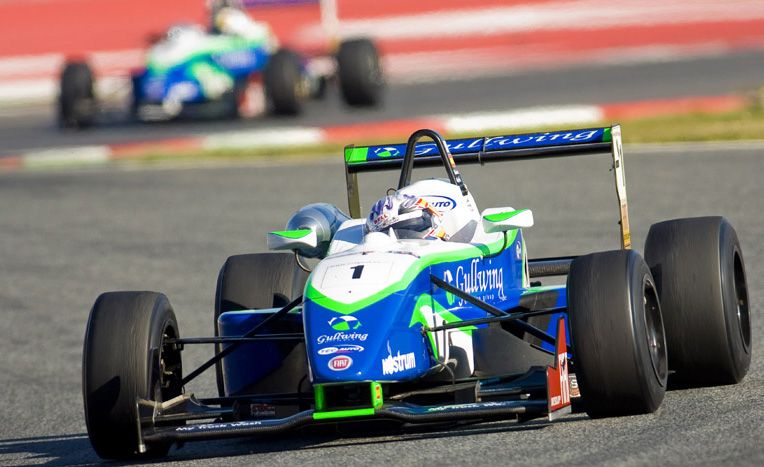
Máximo Cortes, ganador del Campeonato de F3 de España en 2007.

En 2005 dio el salto a los monoplazas y consiguió el subcampeonato de la primera edición del Master Junior Fórmula, sólo por detrás del ganador, el gallego Iago Rego.
Para la temporada 2006 sube al Campeonato de España de F3 al firmar por la Escudería TEC-Auto y consigue dos victorias y para acabar tercero estando cerca de ganar el campeonato, y finalizando a pocos puntos del vallisoletano Roldán Rodríguez, subcampeón esa temporada.
La temporada 2007 del Campeonato de España de F3 fue su mejor año repitiendo con TEC-Auto, al arrancar de forma inmejorable al conseguir cinco victorias y dos podios en las siete primeras carreras del campeonato. Tras una segunda mitad del mismo mucho más irregular con solo una victoria, el campeonato se decidió en la última ronda a su favor tras un polémico final. En la primera carrera, Maxi sacó a Marco Barba, por lo que fue excluido de la misma. En la segunda, ambos debían remontar, y cuando el título parecía que iba a decidirse a favor de Marco porque iba en cuarta plaza y Maxi en la novena, a dos vueltas del final sufría un problema técnico y abandonaba, con lo que Cortés se proclamó campeón.
Para la temporada 2008 se anunció su fichaje por el equipo Pons Racing de las World Series by Renault teniendo como compañero de equipo a Marcos Martínez Ucha que ya fue compañero de equipo suyo en la Fórmula 3. A mitad de temporada por falta de apoyo económico lo sustituyeron por Aleix Alcaraz, que a su vez había sido echado de RC Motorsport por el mismo motivo. Tras ello fue llamado por De Villota Motorsport, equipo para el que era coach, para ocupar uno de sus coches de la clase Copa en la ronda de Magny Cours, donde consiguió la pole, además de imponerse a todos sus rivales en la primera de las dos carreras que disputó a pesar de contar con el coche de la clase inferior.
En 2010 fue llamado para correr con el Sporting de Lisboa en la novena ronda y con el AS Roma en la duodécima en la Superleague Fórmula disputada en el Circuito de Navarra, en ella su mejor resultado fue una quinta posición.

### Resistencia
A principios de 2009, el equipo vallisoletano Hache Team le hizo una oferta para competir en pruebas de resistencia con un Lucchini-Judd, debutando en los 1000 Kilómetros de Catalunya.
En 2010 corrió en la Copa de España de Resistencia en un Mazda Mx5 Cup junto a Isaac López en la escudería EVAR logrando subirse al podio en dos carreras con un tercer y un primer puesto. Esa misma temporada participó en varias carreras del Campeonato de España de GT compartiendo un Ferrari F430 GT2 con Jesús Díez Villaroel.
En 2011 repite su participación en el CER, con un SEAT Ibiza del equipo ASTRA Racing consiguiendo dos victorias de su categoría y un 2.º puesto en la general en el Circuito Ricardo Tormo. También participa en las Le Mans Series con el 
Zytek 09 de la escudería Mik Corse.

### Vodafone Team y Driveland

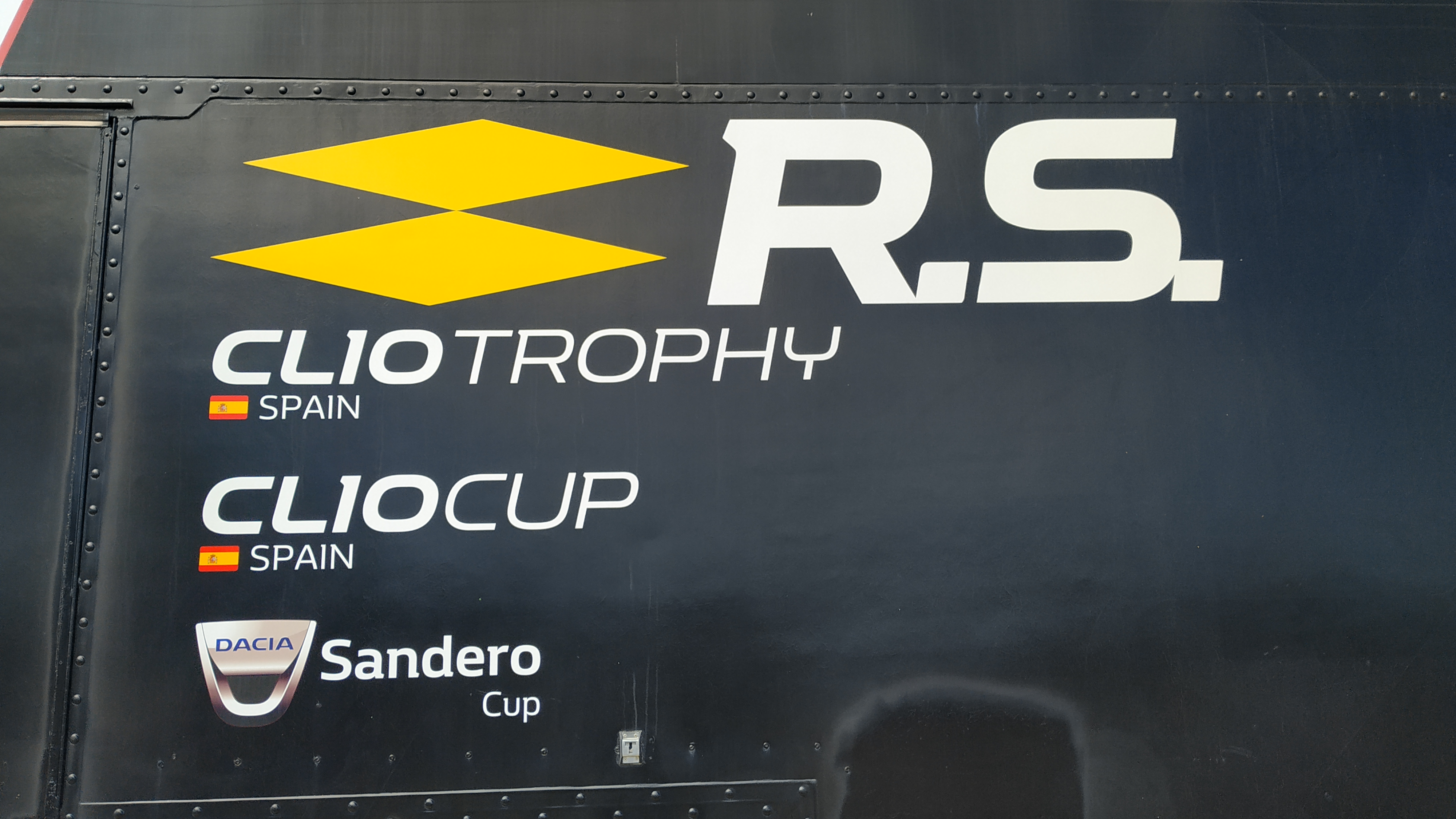
Logos de las series nacionales de Renault situados en el camión de Driveland (2020)

En 2011 es llamado por el Vodafone Team CLC, un programa de apoyo a talentos deportivos donde permanece 3 años. A pesar de no evolucionar su trayectoria como piloto durante este periodo, Maxi se mantiene activo como coach de pilotos y como columnista y comentarista de Fórmula 1.
En 2014 funda junto a unos amigos y se pone al mando de Driveland, una empresa especializada en la promoción eventos de automovilismo que cuenta con su propia escuela de conducción sobre tierra, asfalto o nieve. Desde 2020 llevan la gestión técnica de los diferentes campeonatos de automovilismo en España de Renault Sport.

## Resumen de trayectoria
| Temporada | Series                                     | Escudería                            | Carreras | Victorias | Poles | VR | Podios | Puntos   | Pos.     |
| --------- | ------------------------------------------ | ------------------------------------ | -------- | --------- | ----- | -- | ------ | -------- | -------- |
| 2005      | Master Junior Fórmula                      | Escuela de Emilio de Villota         | 20       | 10        | ?     | ?  | 15     | 469      | 2.º      |
| 2006      | Fórmula 3 Española                         | Escudería TEC-Auto                   | 16       | 2         | 2     | 3  | 6      | 93       | 3.º      |
| 2006      | Gran Premio de Macao                       | Hitech Racing                        | 1        |           |       |    |        |          | NF       |
| 2007      | Fórmula 3 Española                         | Escudería TEC-Auto                   | 16       | 6         | 4     | 9  | 9      | 117      | 1.º      |
| 2008      | Fórmula Renault 3.5                        | Pons Racing                          | 7        | 0         | 0     | 0  | 0      | 5        | 26.º     |
| 2008      | Fórmula 3 Española                         | EmiliodeVillota.com                  | 2        | 1         | 1     | 0  | 1      | Invitado | Invitado |
| 2008      | Fórmula 3 Española - Copa de España        | EmiliodeVillota.com                  | 2        | 1         | 1     | 0  | 1      | Invitado | Invitado |
| 2009      | Le Mans Series - LMP2                      | Q8 Oils Hache Team                   | 5        | 0         | 0     | 0  | 0      | 0        | NC       |
| 2010      | Campeonato de España de GT - Super GT      | J.D.V.                               | 4        | 0         | 1     | 0  | 3      | 25       | 7.º      |
| 2010      | Copa de España de Resistencia - D1         | EVAR Racing                          | 2        | 0         | ?     | ?  | 1      | ?        | ?        |
| 2010      | Superleague Fórmula                        | Sporting Clube de Portugal / AS Roma | 4        | 0         | 0     | 1  | 0      | 50       | -        |
| 2011      | Le Mans Series - LMP1                      | MIK Corse                            | 2        | 0         | 0     | 0  | 0      | 2        | 6.º      |
| 2011      | Copa de España de Resistencia - Clase 2 D2 | ASTRA Racing                         | 2        | 0         | ?     | ?  | 1      | ?        | ?        |
| 2012      | Copa de España de Resistencia - Clase 2 D2 | SPM Motorsports                      | 6        | 2         | ?     | ?  | 5      | 72       | 3.º      |
| 2013      | Santander Panam GP Series                  | SPM Motorsports                      | 2        | 0         | 1     | 0  | 1      | 11       | 19.º     |
| Fuente:   |                                            |                                      |          |           |       |    |        |          |          |